# Bethlehem (Connecticut)
Bethlehem és una població dels Estats Units a l'estat de Connecticut. Segons el cens del 2005 tenia 3.596 habitants.

## Demografia
Segons el cens del 2000, Bethlehem tenia 3.422 habitants, 1.246 habitatges, i 935 famílies. La densitat de població era de 68,2 habitants per km².
Dels 1.246 habitatges en un 35,2% hi vivien nens de menys de 18 anys, en un 65,7% hi vivien parelles casades, en un 6,6% dones solteres, i en un 24,9% no eren unitats familiars. En el 19,6% dels habitatges hi vivien persones soles el 7,8% de les quals corresponia a persones de 65 anys o més que vivien soles. El nombre mitjà de persones vivint en cada habitatge era de 2,69 i el nombre mitjà de persones que vivien en cada família era de 3,11.
Per edats la població es repartia de la següent manera: un 25,2% tenia menys de 18 anys, un 4,5% entre 18 i 24, un 26,6% entre 25 i 44, un 30,8% de 45 a 60 i un 12,9% 65 anys o més.
L'edat mediana era de 42 anys. Per cada 100 dones de 18 o més anys hi havia 93,4 homes.
La renda mediana per habitatge era de 68.542 $ i la renda mediana per família de 78.863 $. Els homes tenien una renda mediana de 51.623 $ mentre que les dones 37.500 $. La renda per capita de la població era de 29.672 $. Aproximadament el 0,5% de les famílies i el 2,6% de la població estaven per davall del llindar de pobresa.

## Poblacions més properes
El següent diagrama mostra les poblacions més properes.